# Holotrichia ebentera
Holotrichia ebentera är en skalbaggsart som beskrevs av Saylor 1937. Holotrichia ebentera ingår i släktet Holotrichia och familjen Melolonthidae. Inga underarter finns listade i Catalogue of Life.